# Pickau (Reinschdorf)

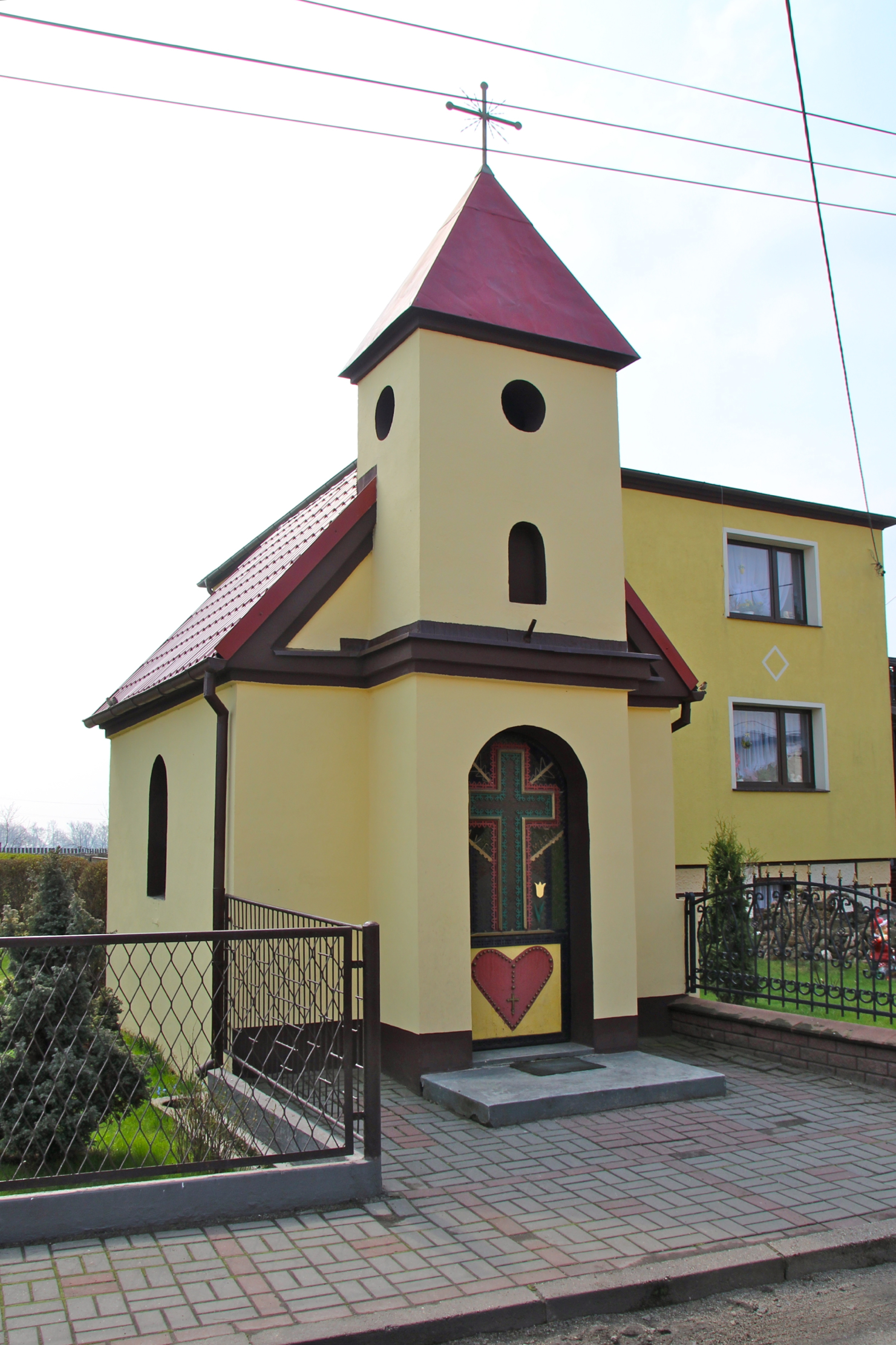
Wegkapelle

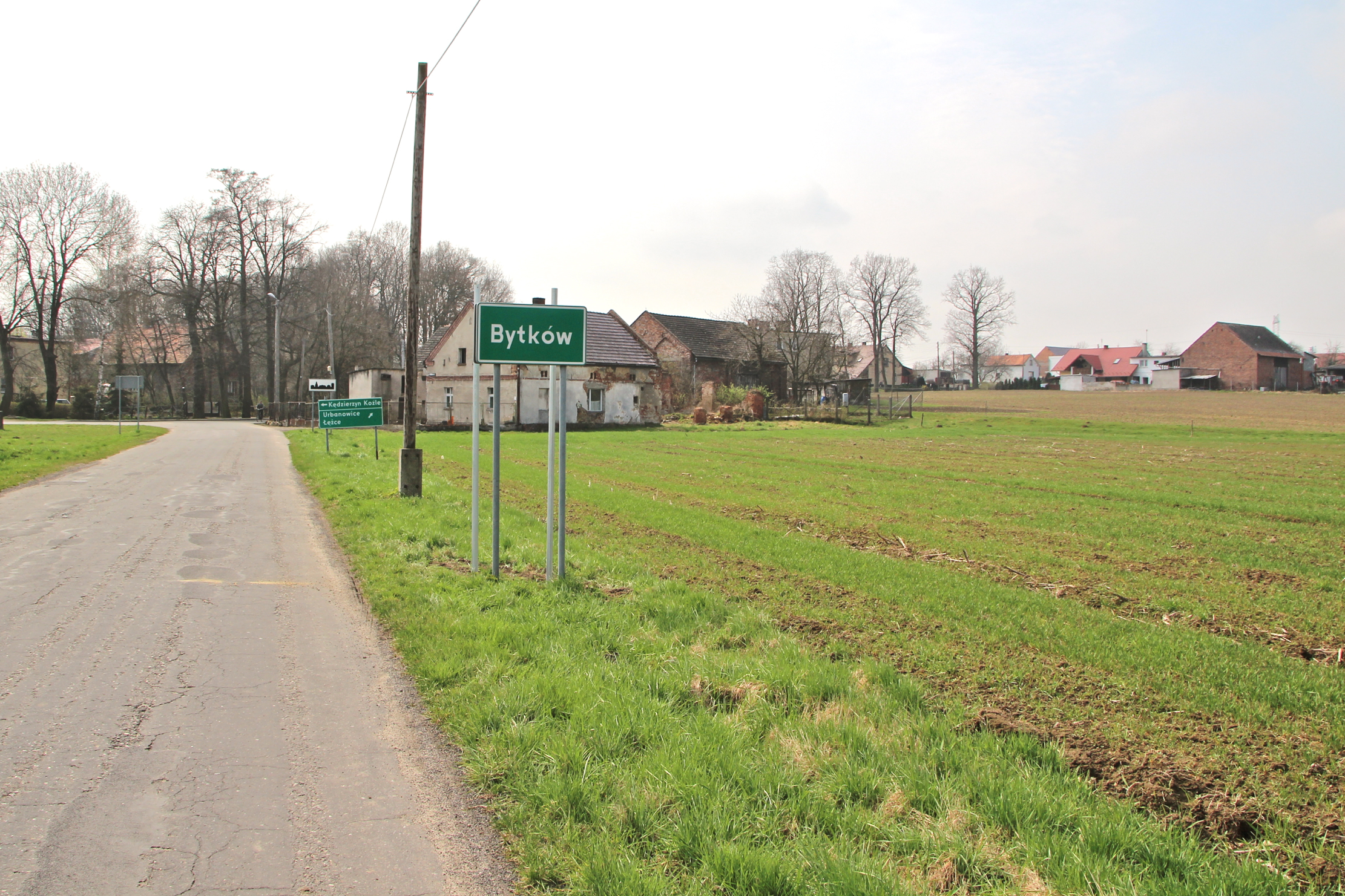
Ortsansicht

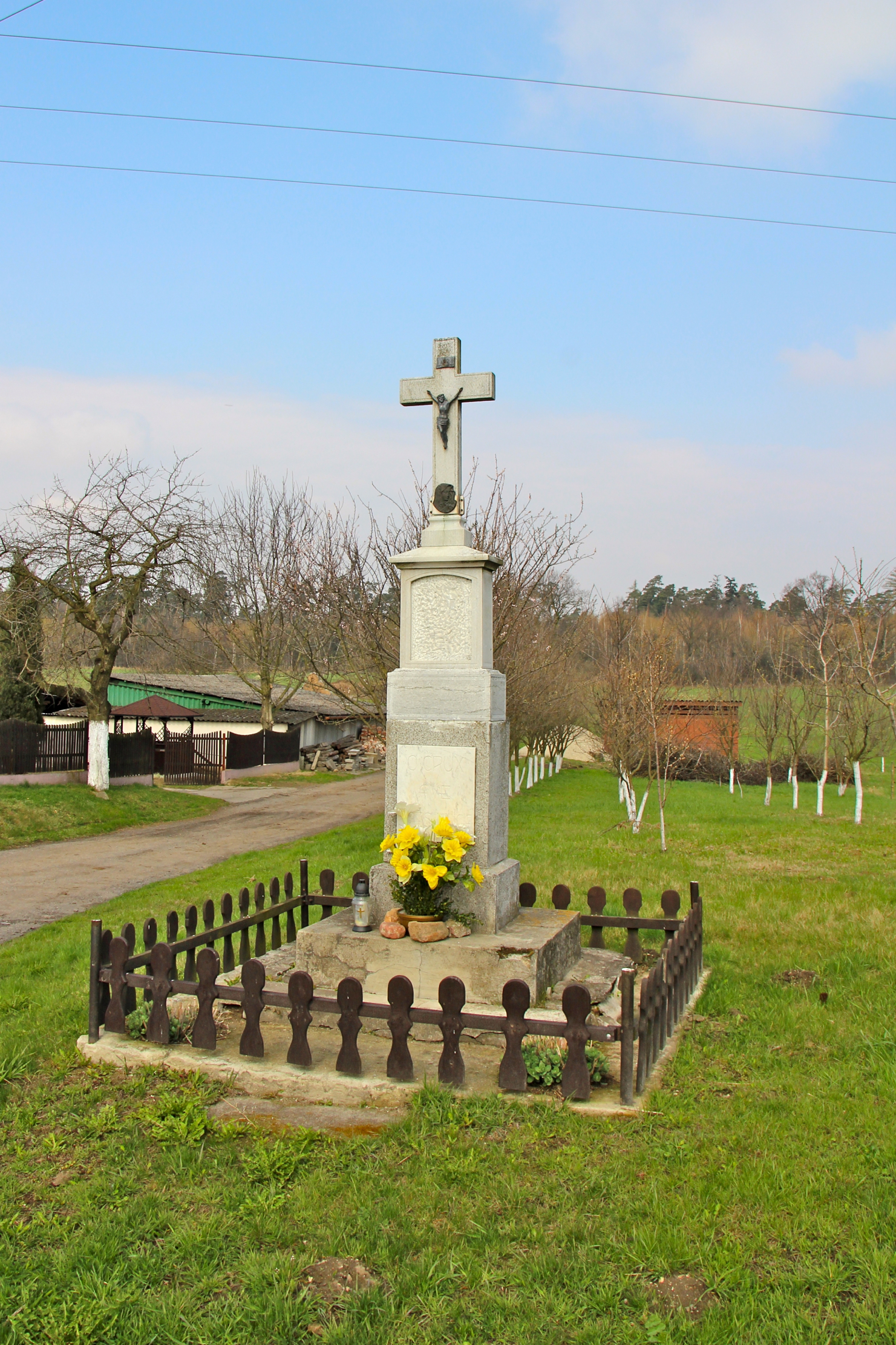
Wegekreuz

Pickau (polnisch Bytków) ist ein Ort in der Landgemeinde Reinschdorf im Powiat Kędzierzyńsko-Kozielski  der Woiwodschaft Opole in Polen.

## Geografie
Pickau liegt rund vier Kilometer südwestlich von Reinschdorf, zehn Kilometer südwestlich von Kędzierzyn-Koźle (Kandrzin-Cosel) und 43 Kilometer südlich von Opole (Oppeln). Durch den Ort fließt der Swornitzbach.

## Geschichte
Der Ort entstand um 1600 als Kolonie.
1783 wurde „Pütkau“ in den Beyträge(n) zur Beschreibung von Schlesien erwähnt, war im Besitz eines Barons Gruttschreiber und gehörte zum Landkreis Cosel. Damals bestanden in Ort 88 Einwohner, ein herrschaftliches Vorwerk, eine Mühle und einige Gärtnerstellen. Für das Jahr 1865 sind verzeichnet: eine Wassermühle, ein Kretscham, zwölf Gärtner- und vier Häuslerstellen. Die Schule befand sich in Potzenkarb.
Bei der Volksabstimmung in Oberschlesien am 20. März 1921 stimmten 31 Wahlberechtigte für einen Verbleib Oberschlesiens bei Deutschland und 51 für eine Zugehörigkeit zu Polen. Pickau verblieb nach der Teilung Oberschlesiens beim Deutschen Reich. Bis 1945 befand sich der Ort im Landkreis Cosel.
1945 kam der bis dahin deutsche Ort unter polnische Verwaltung und wurde anschließend der Woiwodschaft Schlesien angeschlossen und in Bytków umbenannt. 1950 wurde es der Woiwodschaft Opole eingegliedert. Seit 1999 gehört es zum Powiat Kędzierzyńsko-Kozielski. Am 26. Oktober 2006 wurde in der Gemeinde Reinschdorf Deutsch als zweite Amtssprache eingeführt. Am 11. Januar 2011 erhielt der Ort zusätzlich den amtlichen deutschen Ortsnamen Pickau.

## Sehenswürdigkeiten
- Wegekapelle mit Glockenturm
- Wegekreuze